# 胡比奇 (利維夫州)
49°36′43″N 22°46′33″E / 49.61194°N 22.77583°E
古比奇（烏克蘭語：Губичі），是烏克蘭西部的村莊，隸屬利維夫州的桑比爾區。該村處於比比斯卡河畔，始建於1406年，面積1.02平方公里，海拔高度263米，2021年人口505。